# Reddell (Louisiane)
Reddell est une census-designated place de la paroisse d'Évangéline, en Louisiane, aux États-Unis. 